# Бенедето Гирландайо
Бенедето Гирландайо (на италиански: Benedetto Ghirlandaio; 1458 г. - 17 юли 1497 г.) е флорентински художник от епохата на зрелия Ренесанс, брат на художниците Доменико Гирландайо (1449 - 1494) и Давид Гирландайо (1452 - 1525). Представител на Флорентинската живописна школа.

## Биография
Бенедето Гирландайо е роден във Флоренция през 1458 г. в семейството на Томазо и Антония Бигорди.  Първоначално е помощник, а впоследствие и партньор на своя брат Доменико Гирландайо, и работи в създадената от него художествена работилница.
През 1490 г. Бенедето работи във Франция, което се установява от надписа върху картината „Рождество“, която се съхранява в църквата „Notre-Dame“ в градчето Егеперс (Aigueperse) в департамента Пюи дьо Дом. От френския период е и един портрет на френския военачалник Луи II дьо ла Тремойл (1460 – 1525) който се съхранява в Музея Конде в замъка Шантийи.
След смъртта на Доменико през 1494 г., Бенедето продължава да работи заедно с Давид Гирландайо по довършване на някои проекти на работилницата Гирландайо.
През 1480 г. се жени за Диаманте, от която има две дъщери, Касандра и Антония. След смъртта на Бенедето, Диаманте се омъжва повторно за Джовани ди Монтеварки, с когото имат син Бенедето Варки, който впоследствие става известен историк. Бенедето Гирландайо умира във Флоренция на 17 юли 1497 г.